# 곡성향교
곡성향교(谷城鄕校)는 대한민국 대한민국 전라남도 곡성군 곡성읍 교촌리에 있는 향교이다. 1984년 2월 29일 전라남도의 문화재자료 제27호로 지정되었다.

## 개요
향교는 공자와 여러 성현께 제사를 지내고 지방민의 교육과 교화를 위해 나라에서 세운 교육기관이다.
곡성향교는 조선 선조 3년(1570)에 지었다고 전하지만, 『신증동국여지승람』에 따르면 중종(재위1506∼1544) 이전에 세운 것으로도 보인다.
건물 배치는 앞쪽에 교육 공간인 명륜당과 동재·서재가 있고, 뒤쪽에 제사 공간인 대성전이 있어 전학후묘의 형태로 되어 있다.
대성전은 앞면 5칸·옆면 3칸 규모이며, 지붕은 옆면에서 볼 때 사람 인(人)자 모양인 맞배지붕이다. 지붕 처마를 받치기 위해 장식하여 만든 공포는 새 부리 모양으로 짜맞춘 익공 양식이다. 안쪽에는 공자를 비롯한 중국과 우리나라 유학자의 위패를 모시고 있다.
명륜당은 앞면 3칸·옆면 3칸 규모에 지붕은 맞배지붕이고, 동재와 서재는 각각 앞면 3칸·옆면 2칸 크기를 갖추고 있다. 명륜당은 학생들이 모여 공부하는 강당이고, 동재·서재는 기숙사이다. 이외의 건물로는 내삼문·전사청·교직사 등이 있다.
조선시대에는 나라에서 토지와 노비·책 등을 지원받아 학생을 가르쳤으나, 지금은 교육 기능은 없어지고 제사 기능만 남아 있다.

## 참고 자료
- 곡성향교 - 국가유산청 국가유산포털